# Агонданж
Агонда́нж (фр. Hagondange) — коммуна на северо-востоке Франции, регион Гранд-Эст (бывший Эльзас — Шампань — Арденны — Лотарингия), департамент Мозель, округ Мец, Сийон-Мозеллан. До марта 2015 года коммуна административно входила в состав упразднённого кантона Мезьер-ле-Мец (округ Мец-Кампань).

## Географическое положение

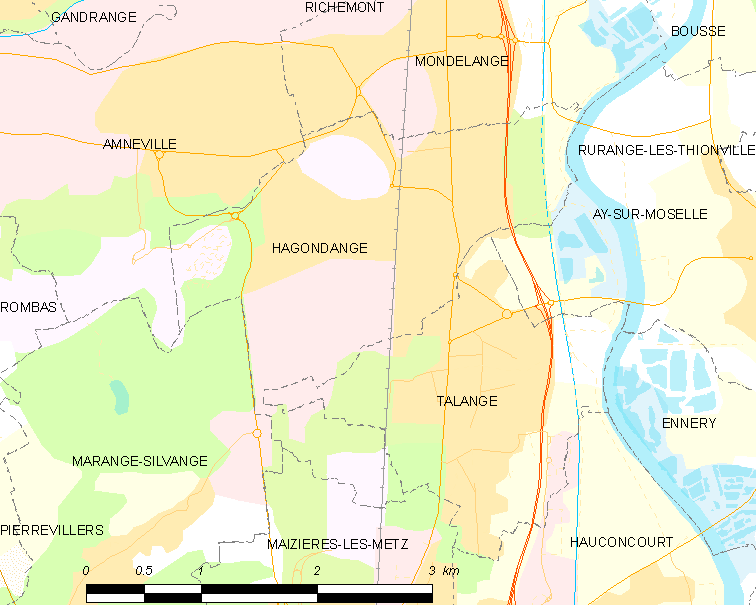
На карте

Агонданж расположен в 290 км к востоку от Парижа и в 15 км к северо-западу от Меца. Является основным городом крупной агломерации, в которую входят Амневиль и Ромба департамента Мозель и Брие, Жёф и Омекур департамента Мёрт и Мозель.

## История
- Агоданж входил в провинцию Три Епископства. В 1517 году был разрушен войсками Люксембурга.
- После поражения Франции во франко-прусской войне 1870—1871 годов вместе с Эльзасом и департаментом Мозель был передан Германии по Франкфуртскому миру и был частью Германии до 1918 года, когда по Версальскому договору вновь перешёл к Франции.
- Был крупным металлургическим центром. В 1912—1914 годы здесь были сооружены 6 доменных печей.
- Ранее коммуна входила в состав Лотарингии.

## Демография
По переписи 2011 года в коммуне проживало 9 384 человека.

## Достопримечательности
- Мотт и бейли XIV века, замок Эрнеста де Кюреля.
- Парк при замке.
- Бывшая церковь Жанны д’Арк, разрушена.
- Смотровая башня, романская колокольня XII века бывшей часовни Сен-Поль.
- Церковь Сен-Жак-Мажор в Агонданж-Сите (1950).

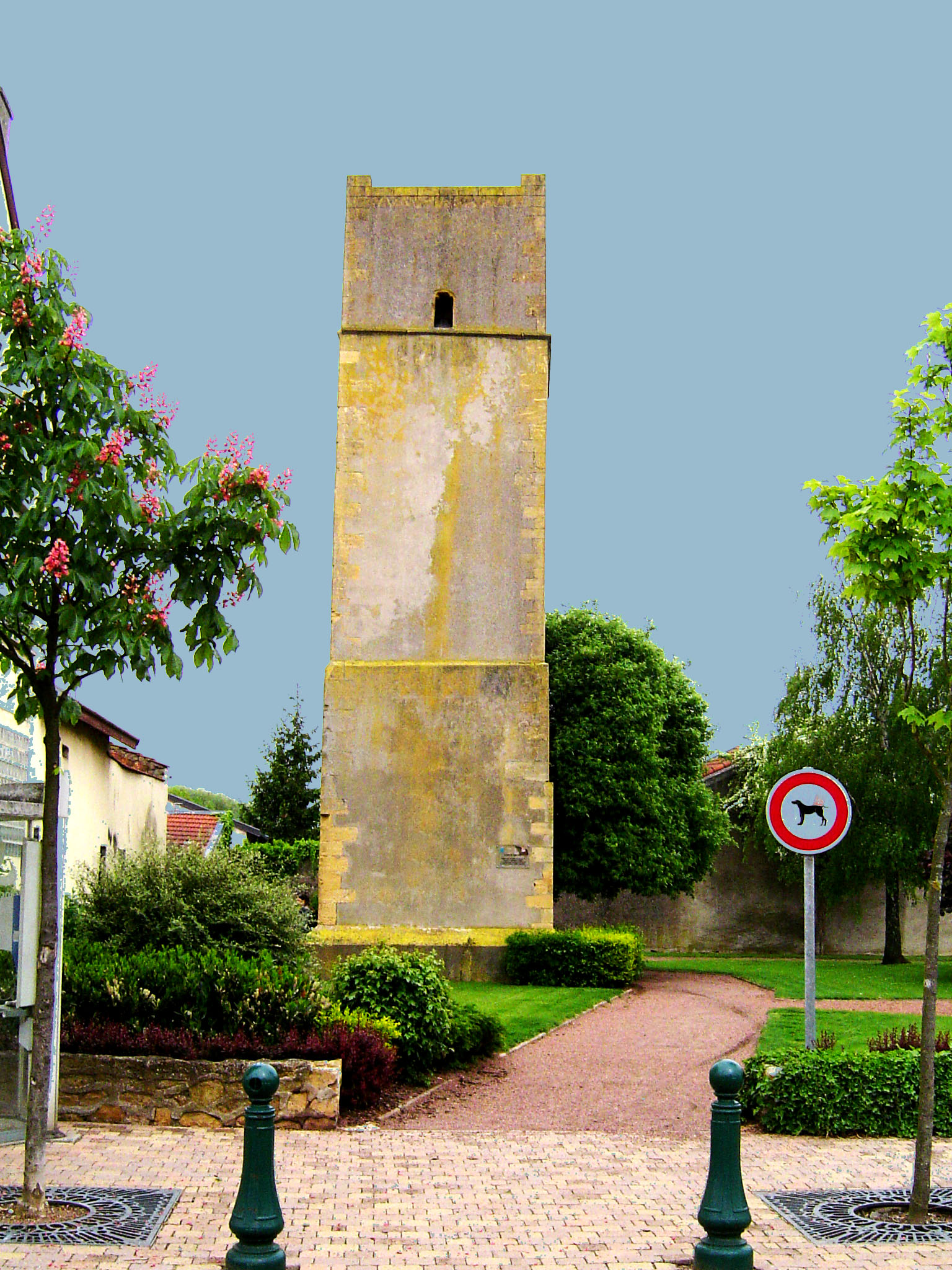
Смотровая башня XII века в Агоданже
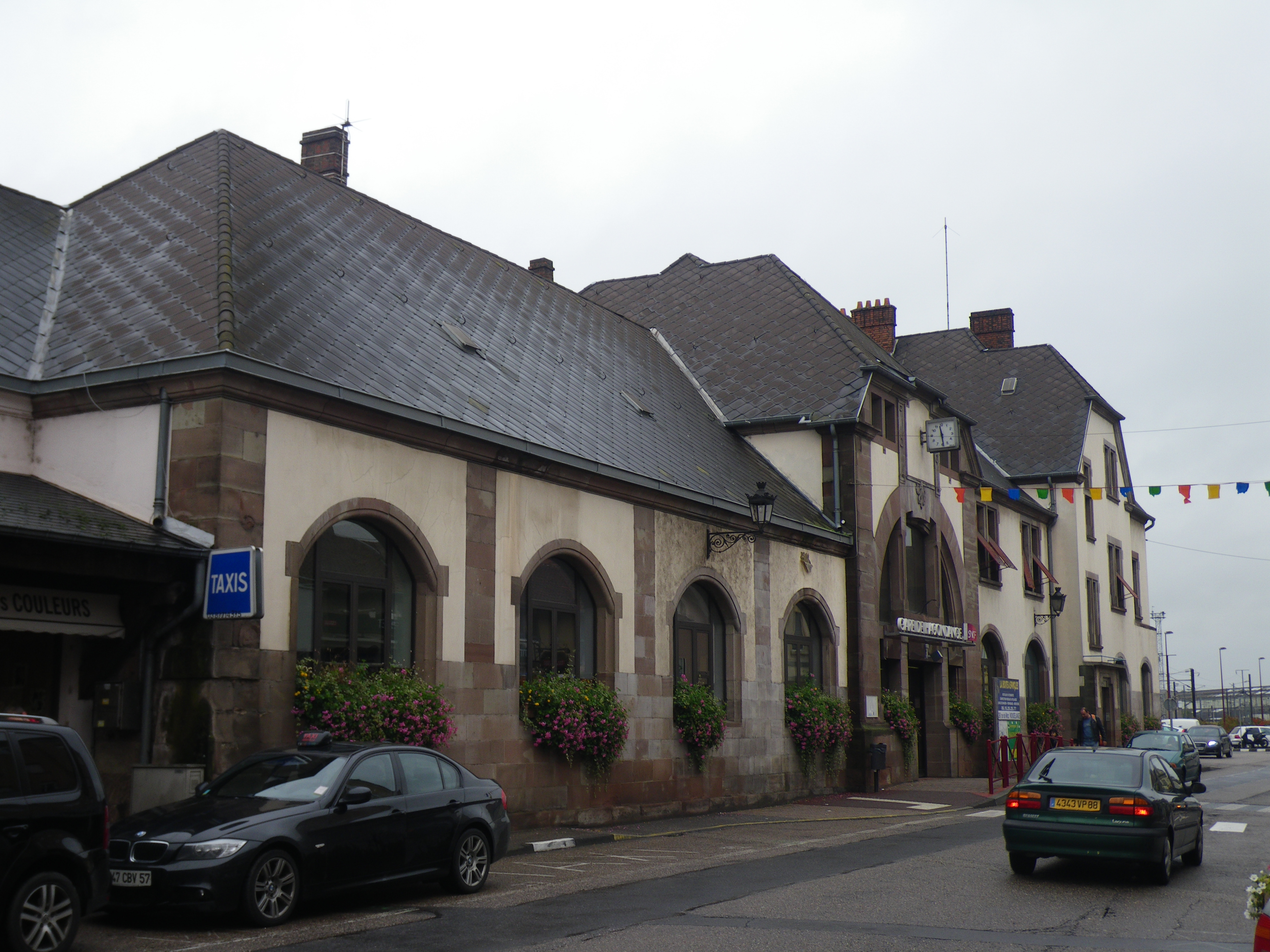
Вокзал Агоданжа
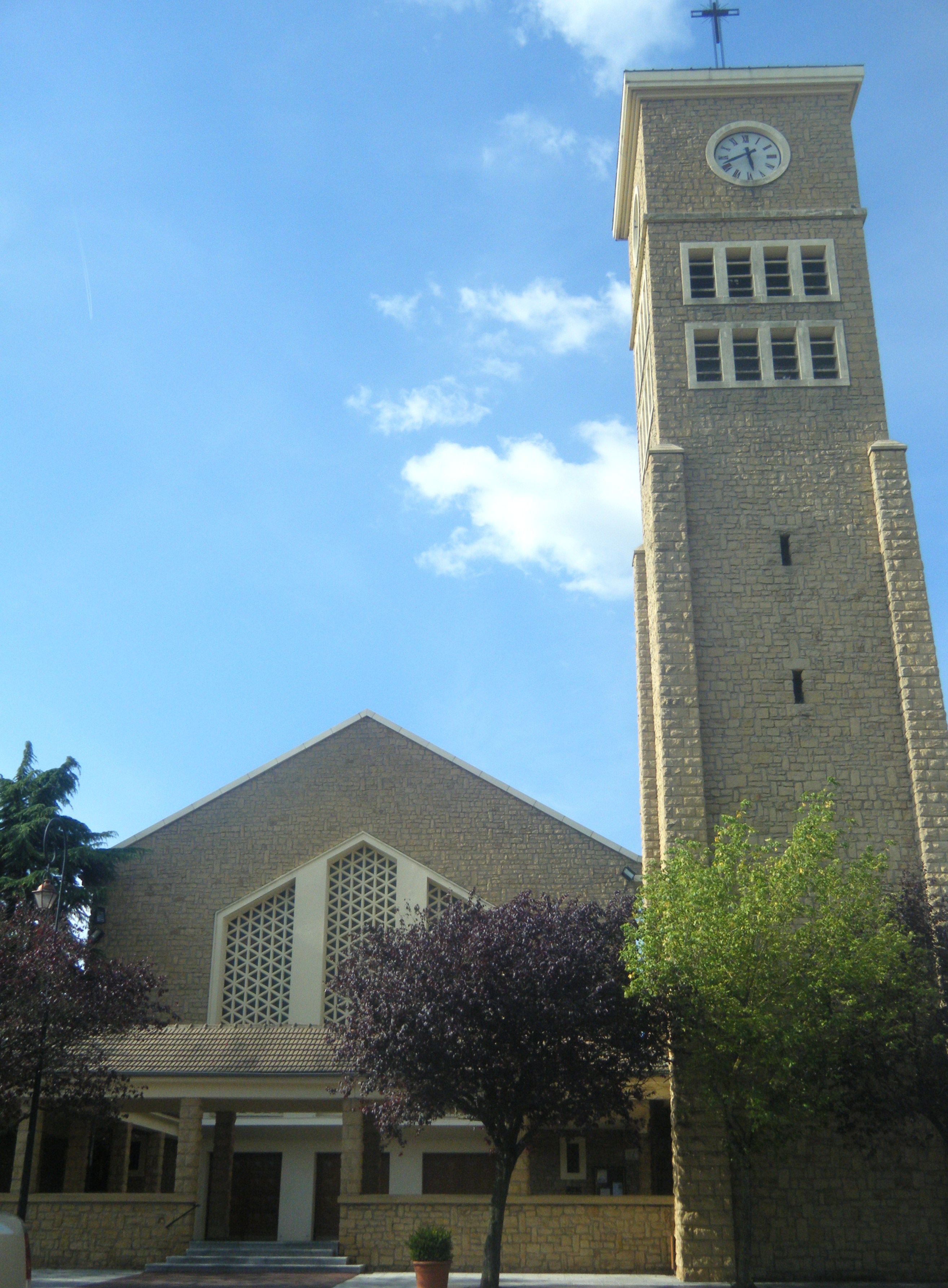
Церковь девы Марии
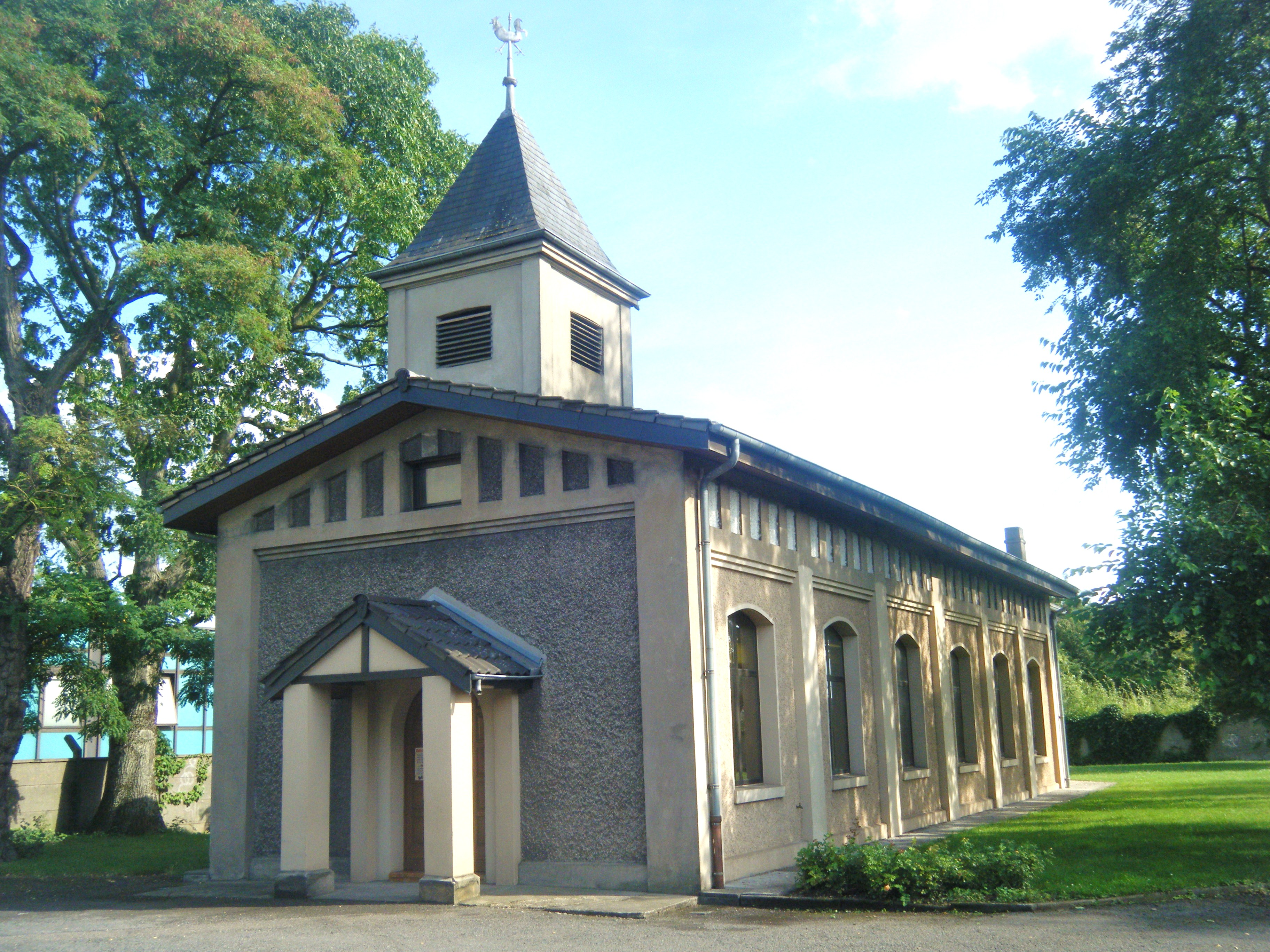
Восстановленная протестантская церковь
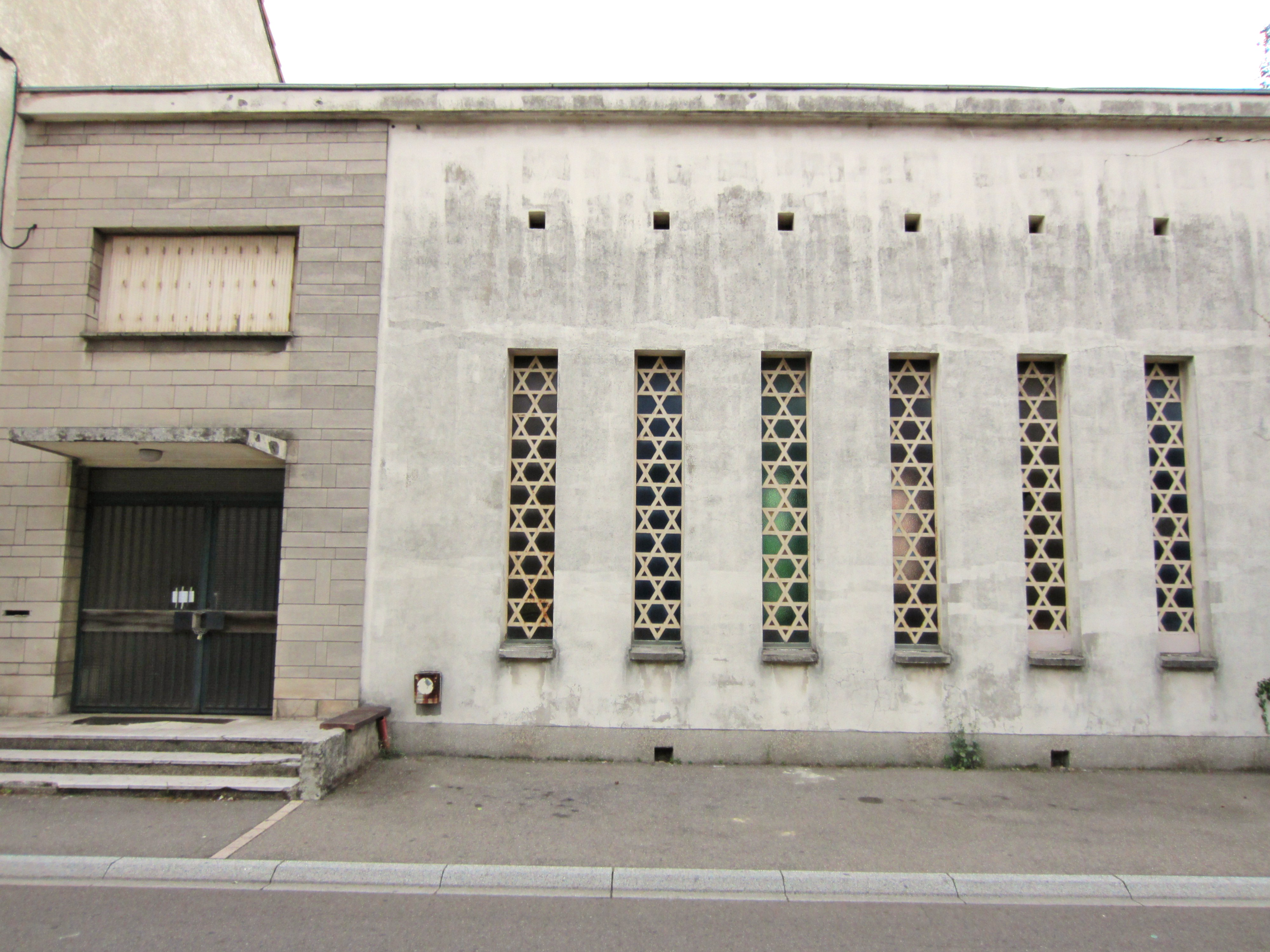
Старая синагога